# Jorløse Sogn
 Ikke at forveksle med Jordløse Sogn.
Jorløse Sogn er et sogn i Kalundborg Provsti. 
I 1800-tallet var Jorløse Sogn anneks til Værslev Sogn. Begge sogne hørte til Skippinge Herred i Holbæk Amt. Trods annekteringen var de to selvstændige sognekommuner. Både Værslev og Jorløse blev ved kommunalreformen i 1970 indlemmet i Hvidebæk Kommune, der ved strukturreformen i 2007 indgik i Kalundborg Kommune. 
I Jorløse Sogn findes Jorløse Kirke,
I sognet findes følgende autoriserede stednavne:
- Jorløse (bebyggelse, ejerlav)
- Jorløse Sand (bebyggelse)
- Stumpeskov (bebyggelse)
- Søbanke (bebyggelse)
- Trustrup Skov (areal)
- Tvede (bebyggelse)
- Vesterbygård (ejerlav, landbrugsejendom)